# Слово про християнську і латинську віру
Слово про християнську і латинську віру — пам'ятка давньоруської літератури; антикатолицький полемічний текст, написаний близько 1142 р. Феодосієм Греком, старостою Києво-Печерського монастиря, найімовірніше на замовлення князя Ізяслава Мстиславовича.

## Авторство та час створення тексту
До середини ХХ століття авторство Слова… було спірним питанням, і св. Феодосій Пєцерський і Феодосій Грек. Труднощі в однозначній ідентифікації автора полягали в тому, що текст фігурував у копіях як твір ігумена Феодосія Печерського монастиря (зберігся орфограф оригіналу), написаний для князя Ізяслава, що створювало можливість двох тлумачення авторства (Феодосій Грек пише Ізяславу Мсціславовичу або Феодосій Печерський звертається до Ізяслава І). Проте в даний час, виходячи з аналізу тексту і непрямих зовнішніх свідчень, автором тексту вважається Феодосій Грек, а часом створення твору — період між 1142 р. і смертю Феодосія в 1158 р. Отець Сергій Гаєк припускає можливість того, що прохання князя було лише фіктивною причиною, якою чернець виправдовував написання такого чіткого тексту.

## Зміст і вимова твору
Слово… починається зі звернення до адресата, визначеного як «благовірний князь», після чого йде вступ творця, який називає себе Феодосієм, смиренним слугою Пресвятої Трійці.
Суттєвою частиною тексту є звернене до князя застереження остерігатися «латинської віри». Феодосій наказує не тільки не приймати католицтво, але й уникати наслідування їхніх звичаїв, не погоджуватися на змішані шлюби, не їсти й не пити в товаристві «латинян» і навіть не вітатися з ними при випадковій зустрічі. Необхідність такої поведінки Феодосій обґрунтовує хибністю «латинської віри» і нечистотою життя її прихильників.
Ця тема розвивається в наступному розділі, наповненому звинуваченнями проти католиків, що охоплює як теологічну та догматичну сферу, так і моральну та моральну сферу. Автор стверджує, що католицькі священики замість того, щоб укладати законні шлюби, вступають у формально незаконні стосунки і народжують дітей. Він звинувачує єпископів у політичних амбіціях та участі у війнах, а всю Церкву у застосуванні неправильних правил посту. У цій частині також містяться твердження, які сучасні дослідники вважають абсолютно перебільшеними, наприклад, звинувачення в їжі з собаками та котами або в поїданні бобрових хвостів. Серед звинувачень богословського характеру є звинувачення в неправильному здійсненні таїнства хрещення та невиправданому додаванні Filioque до Кредо.
У завершальній частині — вихваляння істинної православної віри, протиставлене попередньому розділу, збагачене біблійними цитатами. Однак навіть у цьому місці Феодосій застерігає від надмірної толерантності до «латинської віри», стверджуючи, що її хвала є єрессю. Єдиним винятком у відносинах з католиками є ситуація, коли православний християнин бачить бідну людину — тоді його обов'язок допомогти їй, незалежно від віросповідання.
Слово…, написане грецьким священнослужителем, що пребував в Руси, є текстом, зосередженим цілком на різкій критиці католицизму, що відповідає загальним тенденціям, які панують у староруській релігійній літературі. У той час як руське духовенство було толерантним і відносно відкритим до Католицької церкви, грецьке духовенство, яке прибувало до Києва, представляло виразну антикатолицьку позицію. О. Гаєк особливим чином протиставляє текст Феодосія Слову про закон і благодать Київського митрополита Іларіона, в якому «Римська країна» постає як цілком православна область і варта згадки в молитвах. Той самий автор вказує на чіткі зв'язки між текстом Феодосія та давнішою полемічною літературою, створеною у Візантії, частина якої була перекладена на руську мову. Феодосій повторив ряд зазначених у них звинувачень, але сам сформулював лише деякі.

## Текст
Слово моє до тебе, княже боголюбивий! Я Федос, бідний слуга пресвятої Трійці, Отця і Сина і Святого Духа, народжений у чистій і православній вірі і вихований у гарній настанові правовірними батьком і матір’ю, які наставляли мене на правильний закон. До віри ж латинської не прилучатися, їх звичаїв не триматися, від їхнього путання втікати, від усякого їхнього вчення втікати, і норову їхнього гидуватися. І пильнувати своїх доньок, не віддавати за них, і в них не брати: ні брататися, ні вклонятися, ні цілувати його, ні з ним з одного посуду їсти, ні пити, ні хліба їхнього приймати. Тим же, хто заради Бога у нас просить їсти і пити, дати їм, але у їхній посудині; якщо ж не буде у них посудини, дати у своїй, а потім обмити і сотворити молитву; тому що неправильно вірують і нечисто живуть, їдять із псами й котами … їдять же леви і дикі коні, і віслюки, і удавленину, і мертвечину, і медвежатину, і бобровину, і хвіст бобра, і в говіння їдять м’ясо, опускаючи у воду. У перший тиждень посту у вівторок ченці їхні їдять лій і в суботу постяться, увечері їдять молоко і яйця. А согрішивши, не від Бога просять прощення, але прощають їхні попи за мзду. А попи їхні не одружуються законним шлюбом… і на війну ходять і в полотках служать. Ікон не цілують, ані мощів святих, а цілують хрест, написаний на землі, а вставши, топчуть його ногами; покійника ж кладуть ногами на захід… Одружені у них живуть з двома сестрами, а хрестяться за одне занурення, а ми — за три; ми охрещених мастимо миром і оливою, а вони сіль сиплять хрещеному в рот; не дають ім’я святого, але як назвуть батьки, так і хрестять. І кажуть, що Дух Святий лине від Отця і від Сина; і багато інших негідних справ є у них… Мені ж каже батько мій: ти, дитино, стережися кривовірних і всіх їх словес; тому що наповнилася і наша земля тієї злої віри: нехай, хто рятує, врятує душу свою, живучи у правовірній вірі; бо ж немає віри, кращої від нашої, бо ж віра правовірна наша чиста і свята; цею ж бо вірою живучи, можна гріхів уникнути, і муки вічної позбутись, але мати життя вічне і без кінця зі святими радіти… Якщо бачиш нагого, чи голодного, чи холодного, чи одержимого якоюсь бідою, якщо буде жидовин, чи сарацин, чи болгарин, чи єретик, чи латинянин, чи від усього поганого всякого помилуй і від біди збав, Боже, мене, якщо можеш, і від Бога мзди не будеш позбавлений.